# Rosaanlaufender Milchling
Der Rosaanlaufende Milchling (Lactarius acris) ist ein Pilz aus der Familie der Täublingsverwandten. Es ist ein mittelgroßer Milchling mit einem klebrig schmierigen Hut, der wildlederfarben oder hell bis dunkelbraun gefärbt ist. Die weiße, scharf schmeckende Milch verfärbt sich auch unabhängig vom Fleisch schnell rosarot. Die Fruchtkörper erscheinen zwischen Juli und November meist gesellig in basenreichen, aber nährstoffarmen Kalkbuchenwäldern. Andere Namen für diesen Milchling sind Scharfer Milchling und Schmieriger Korallen-Milchling. Das lateinische Epitheton acris bedeutet scharf.

## Merkmale

### Makroskopische Merkmale
Der Hut ist (3,5) 5–8 cm breit und jung flach gewölbt, doch schon bald ausgebreitet. Der Hutrand ist meist leicht ein- und etwas wellig verbogen. Er ist glatt und im Alter mitunter fein gekerbt. Die Hutmitte ist meist leicht, im Alter auch stärker niedergedrückt oder trichterförmig vertieft. Sie hat manchmal eine kleine Papille oder einen kleineren Buckel. Die Huthaut ist glatt und feucht glänzend und schmierig. Im trockenen Zustand ist sie matt und häufig auch radial runzelig. Der Hut ist zuerst weißlich bis cremefarben mitunter auch rosabräunlich gefärbt und wird dann meist hell bis dunkelbräunlich. Häufig ist der Hut auch marmoriert mit dunkleren und helleren Bereichen und zum Rand hin weißlich.
Die Lamellen sind am Stiel angewachsen oder laufen leicht daran herab. Sie sind mittel-breit und stehen mäßig dicht. Nur wenige Lamellen sind gegabelt. Sie sind jung cremefarben und werden dann zunehmend hell ocker. Das Sporenpulver ist ockergelb.
Der volle und im Alter auch hohle Stiel misst 3–7 × 0,5–2,5 cm. Er ist zylindrisch oder leicht keulig geformt oder unterhalb der Lamellen erweitert. Manchmal ist er zur Basis hin verjüngt und häufiger unregelmäßig zusammengedrückt. Die Stieloberfläche ist glatt. Jung ist der Stiel weißlich und auf der ganzen Länge bereift, dann blass cremefarben und später kahl und ockerlich und mit rosabräunlichen Flecken. Wenn man einen jungen, frischen Fruchtkörper am Stiel berührt, verfärbt er sich mehr oder weniger gelblich.
Das weißliche Fleisch ist ziemlich fest und läuft im Schnitt oder bei Verletzung innerhalb weniger Sekunden rosarot bis fleischrosa an. Es schmeckt zuerst mild, aber schon nach wenigen Sekunden scharf. Die Schärfe vergeht zum größten Teil wieder nach einiger Zeit. Der Geruch ist schwach, aber unangenehm chemisch. Die weißliche Milch fließt ziemlich reichlich und verfärbt sich nach einer Weile rosarot, auch ohne mit dem Fleisch in Kontakt zu kommen. Sie trocknet schließlich weißlich ein. Wie das Fleisch schmeckt die Milch erst mild, dann nach kurzer Zeit sehr scharf und nach einigen Minuten wie Schellfisch.

### Mikroskopische Eigenschaften
Die runden bis rundlichen Sporen sind 7,0–8,7 µm lang und 6,6–8,1 µm breit. Der Q-Wert (Quotient aus Sporenlänge und Breite) beträgt 1,0–1,1. Das Sporenornament ist bis zu 1,5 bisweilen auch bis zu 1,8 µm hoch und ziemlich regelmäßig, aber oft erscheinen die Rippen wie geteilt. Neben den Rippen gibt es einige unregelmäßig, isoliert stehende Warzen, die mehrheitlich zu einem Netzwerk verbunden sind. Der Hilarfleck ist im distalen Teil amyloid. Die ziemlich keuligen bis bauchigen Basidien messen 40–57 × 10–12 µm und tragen jeweils vier Sporen. Die Lamellenschneide ist steril, aber es gibt zahlreiche, vielgestaltige, 25–50 µm lange und 4–7 µm breite Parazystiden. Diese sind oft spindelförmig oder unregelmäßig gewunden und laufen nach oben hin meist spitz zu. Ihre Zellwände sind dünnwandig und durchscheinend. Pleuro- oder Makrozystiden fehlen.
Die Huthaut besteht aus aufsteigenden teilweise verbogenen, 10–40 µm langen und 3–6 µm breiten Hyphenenden. Diese sind zylindrisch, bis ziemlich keulig, oben oft leicht kopfig und dünnwandig. Die Hyphen sind in eine über 50 µm dicke Schleimschicht eingebettet. Dazwischen finden sich einzelne Pseudozystiden, darunter längliche, kurzzellige bis isodiametrische Zellen, die 10–25 µm lang und 7–12 µm breit sind. Die Pileipellis ist ein Ixooedotrichoderm oder ixotrichopalisadisch aufgebaut.

## Artabgrenzung
Der Rosaanlaufende Milchling lässt sich schon in der Natur leicht und sicher erkennen. Er ist der einzige Milchling bei dem sich die weiße Milch an der Luft innerhalb von wenigen Sekunden rosarot verfärbt und bei dem der Hut im feuchten Zustand schmierig ist. Damit unterscheidet er sich deutlich von dem Rauchfarbenen (Lactarius azonites) und dem Rußfarbenen Milchling (Lactarius fuliginosus), die beide an vergleichbaren Standorten vorkommenden können.

## Ökologie
Der Rosaanlaufende Milchling ist wie alle Milchlinge ein Mykorrhizapilz, der vor allem mit Rotbuchen eine symbiotische Partnerschaft eingeht. Mitunter können auch Eichen als Wirt dienen.
Man findet den Milchling besonders in Buchen- und Buchenmischwäldern über Kalk, aber auch in Eichen-Hainbuchenwäldern und auf Waldlichtungen. Der Pilz bevorzugt basenreiche und nährstoffarme, frische Löss-, Braunerden und Kalkgesteinsböden, kommt aber auf neutralen bis sauren Böden vor. Die Fruchtkörper erscheinen einzeln oder gesellig zwischen Juli und November, vorwiegend im Hügel- und Bergland.

## Verbreitung
Der Rosaanlaufende Milchling kommt in Nordasien (Korea, Japan), Nordamerika (USA) und Europa vor.
| Süd-/Südosteuropa                                | Westeuropa                                               | Mitteleuropa                                                          | Osteuropa                                     | Nordeuropa                    |
| ------------------------------------------------ | -------------------------------------------------------- | --------------------------------------------------------------------- | --------------------------------------------- | ----------------------------- |
| Spanien, Italien, Slowenien, Kroatien, Bulgarien | Frankreich, Belgien, Niederlande, Großbritannien, Irland | Schweiz, Deutschland, Österreich, Tschechien, Polen, Ungarn, Slowakei | Estland, Lettland, Litauen, Russland, Ukraine | Dänemark, Norwegen, Schweden, |

Die Art kommt in Deutschland sehr zerstreut und meist einzeln vor. Auf der Deutschen Roten Liste steht sie in der Gefährdungskategorie RL 3. In der Schweiz ist der Pilz recht verbreitet, aber nicht häufig.

## Systematik

### Infragenerische Systematik
Bon stellt den Rosaanlaufenden Milchling in die Sektion Fuliginosi, Heilmann-Clausen und Basso in die Untergattung Plinthogalus. Die Korallenmilchlinge, wie man die Vertreter der Sektion beziehungsweise Untergattung auch nennt, haben eine weiße Milch, die sich an der Luft rosa oder rötlich braun verfärbt. Ihre Hüte sind milchkaffeebraun, braun bis rußig schwarzbraun gefärbt.

## Bedeutung
Der Rosaanlaufende Milchling gilt wegen seines scharfen Geschmacks als ungenießbar. In Osteuropa wird er nach entsprechender Vorbehandlung gegessen. Dazu werden die Pilze eingesalzen und gewässert, bis sich die Bitterkeit und Schärfe verliert.